# Цемдолина
Цемдоли́на (сокращение от Цемесская долина) — микрорайон (ранее село) в Приморском районе Новороссийска.
Граничит с селом Кирилловка на северо-востоке и с селом Борисовка на северо-западе.
По территории Цемдолины протекает река Цемес.
Население — 11,5 тыс. жителей (2002).

## История
Постановлением администрации г. Новороссийск от 19.08.1994 № 3444 (с внесением изменений от 18.07.1997 № 1282), территория села Цемдолина включена в черту города Новороссийска.

## Культура и образование

Памятник «Непокорённым» (1963)

- В Цемдолине располагается СОШ № 28, два детских сада.
- Автошкола «Приморский»
- В центре Цемдолины на ул. Ленина находится ДК «Кубань»
- Возле ДК «Кубань» стоит Летняя сцена
- Рядом с районной администрацией стоит памятник защитникам ВОВ.

## Экономика
На территории микрорайона развиты сети розничной торговли, наиболее крупные из них:
- ГМ «Лента»
- Сеть супермаркетов «Магнит»
- Сеть заправок «Роснефть»
- Автоцентры «Ниппон Авто», «Ниссан», «АвтоВАЗ Лада», КИА Моторс

Работает ряд рынков: Строительный рынок, автомобильный рынок, Западный рынок, рынок хозяйственных товаров.
Действует Цемдолинская птицефабрика «Новороссийск».
Также хорошо представлены сфера услуг и мелкое производство. Присутствует троллейбусная линия до Кирилловского поворота (троллейбус №7)

## Частное строительство

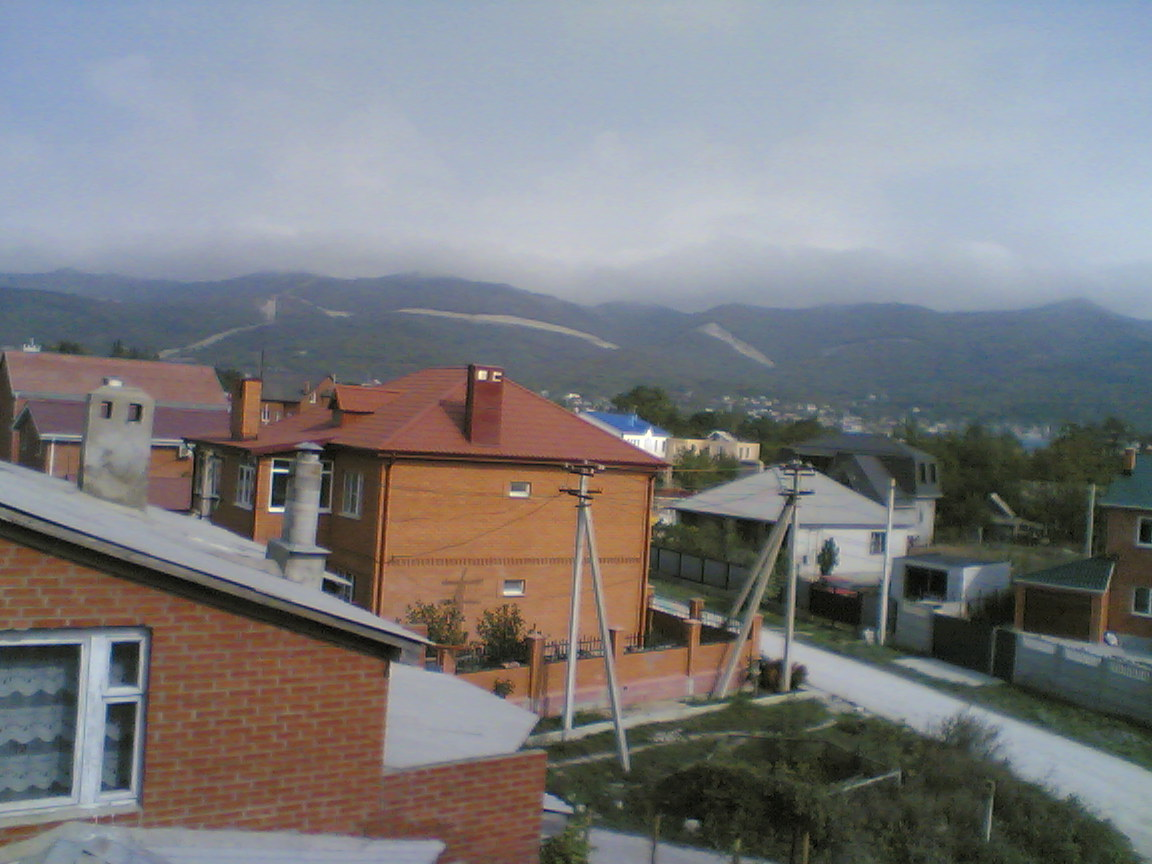
Новые районы Цемдолины

Цемдолина — один из самых быстрорастущих районов Новороссийска.